# Северна Каролина
Северна Каролина (на английски: North Carolina) е щат в САЩ, чийто пощенски код е NC, а столицата се казва Роли. Северна Каролина е с население от 10 273 419 жители (2017). Общата площ на Северна Каролина е 139 480 km², от които 126 089 km² суша и 13 391 km² вода (9,6%).

## География
Северна Каролина граничи с Южна Каролина на юг, с Джорджия на югозапад, Тенеси на запад, Вирджиния на север и Атлантическия океан на изток. Географски се дели на три обособени зони: крайбрежните низини, които съставляват около 45% от общата площ на щата, платото Пиемонт в средната част (35% от общата площ) и Апалачите в най-западните части на щата, където се намира и най-високата точка – връх Мичел (2038 m).
Под влиянието на Атлантическия океан крайбрежната зона има много по-мек и топъл климат от този във вътрешността на щата. Средните температури тук през лятото са около 30 °С, а зимните – около 5 °С, докато във вътрешността през зимата се задържа постоянна снежна покривка със средна дебелина от 20 cm и температури около -5 °С.

## Икономика
За 2008 БВП на щата е $400,2 милиарда, което го нарежда на девето място сред щатите. Средният доход на глава от населението е $33 735, което го поставя на 36-о място в национален план.
През 20 век щатът се издига сред водещите в селското стопанство и промишлеността. Сред основните отрасли, развити тук, са птицевъдството и говедовъдството. От растенията най-голямо значение има тютюнът, на който щатът е най-голям производител в САЩ. От промишлеността с най-голямо значение е текстилната индустрия, която е един от стълбовете в щатската икономика, макар в последните две десетилетия тук да са загубени много работни места поради силния натиск, наложен от евтините производства в Латинска Америка и Китай.
В последните години в големите градски агломерации на Шарлът и Роли се развиват с бързи темпове финансовите услуги, биотехнологиите и компютърните технологии.

## Градове
- Бърлингтън
- Гастония
- Грийнвил
- Грийнсбъро
- Джаксънвил
- Дърам
- Елизабет Сити
- Кинстън
- Конкорд
- Лоринбърг
- Монро
- Роли
- Уилмингтън
- Файетвил
- Хай Пойнт
- Шарлът

## Градчета
- Уинтървил
- Камерън

## Окръзи
Северна Каролина се състои от 100 окръга:
1. Аламанс
2. Алегени
3. Александър
4. Ансън
5. Аш
6. Бюфорт
7. Блейдън
8. Брънзуик
9. Бънгкъм
10. Бърк
11. Бърти
12. Ванс
13. Вашингтон
14. Гастън
15. Гейтс
16. Гилфорд
17. Гранвил
18. Греъм
19. Грийн
20. Дейви
21. Дейвидсън
22. Деър
23. Джаксън
24. Джонстън
25. Джоунс
26. Дъплин
27. Дърам
28. Еджкоум
29. Ейвъри
30. Еърдел
31. Камдън
32. Картърът
33. Касуел
34. Клей
35. Кливланд
36. Колдуел
37. Крейвън
38. Кълъмбъс
39. Къберас
40. Къмбърланд
41. Къритък
42. Кътоуба
43. Лий
44. Линкълн
45. Лънор
46. Медисън
47. Макдауъл
48. Мартин
49. Мейкън
50. Мекленбърг
51. Мичел
52. Монтгомъри
53. Мор
54. Наш
55. Нортхамптън
56. Ню Хановър
57. Онслоу
58. Ориндж
59. Памлико
60. Паскуотанк
61. Пендър
62. Пит
63. Полк
64. Пъркимънс
65. Пърсън
66. Рандолф
67. Ричмънд
68. Робсън
69. Рокингам
70. Роуън
71. Ръдърфорд
72. Сампсън
73. Скотланд
74. Стенли
75. Стоукс
76. Суейн
77. Съри
78. Тийръл
79. Трансилвания
80. Уейк
81. Уейн
82. Уилкс
83. Уилсън
84. Уорън
85. Уотога
86. Франклин
87. Форсайт
88. Хайд
89. Халифакс
90. Харнет
91. Хейуд
92. Хендерсън
93. Хок
94. Хъртфорд
95. Чатам
96. Чероки
97. Чоуан
98. Юниън
99. Ядкин
100. Янси